# فتال‌الدئید
فتال‌الدئید (به انگلیسی: Phthalaldehyde) یک ترکیب شیمیایی با شناسه پاب‌کم ۴۸۰۷ است. شکل ظاهری این ترکیب، جامد زرد است.